# Куулар Начин Сергійович
Начин Сергійович Куулар (рос. Начын Сергеевич Куулар; нар. 9 червня 1995, Кизил, Тува) — російський борець вільного стилю, бронзовий призер чемпіонату Європи, триразовий чемпіон світу серед військовослужбовців. Майстер спорту з вільної боротьби. Заслужений працівник фізичної культури і спорту Республіки Тува.

## Життєпис
Народився в Кизилі. Виріс без батька в селі Барлик Барун-Хемчицького кожууна. В секцію боротьби у 8-річному віці його привела мати. Тренувався у Володимира Тюлюша, а після того, як той пішов за станом здоров'я, перейшов до Айдаша Самдана. Спочатку не дуже виходило, але після здобуття першого золота на змаганнях в Туві у 13 років, у нього з'явилося бажання перемагати. Тренується у Красноярську в Академії боротьби імені Д. Г. Міндіашвілі в заслуженого тренера Росії Амурхана Бітарова.
Бронзовий призер чемпіонату Росії (2017).

## Спортивні результати на міжнародних змаганнях

### Виступи на Чемпіонатах Європи
| Змагання                         | Збірна | Вагова категорія          | Місце  |
| -------------------------------- | ------ | ------------------------- | ------ |
| Чемпіонат Європи з боротьби 2019 | Росія  | вільна боротьба, до 65 кг | Бронза |

| Змагання                                                  | Збірна | Вагова категорія          | Місце  |
| --------------------------------------------------------- | ------ | ------------------------- | ------ |
| Чемпіонат світу з боротьби серед військовослужбовців 2016 | Росія  | вільна боротьба, до 61 кг | Золото |
| Чемпіонат світу з боротьби серед військовослужбовців 2017 | Росія  | вільна боротьба, до 65 кг | Золото |
| Чемпіонат світу з боротьби серед військовослужбовців 2018 | Росія  | вільна боротьба, до 65 кг | Золото |

### Виступи на інших змаганнях
| Змагання                                 | Збірна | Вагова категорія               | Місце  |
| ---------------------------------------- | ------ | ------------------------------ | ------ |
| Гран-прі «Іван Яригін» 2015              | Росія  | вільна боротьба, до 61 кг      | Срібло |
| Гран-прі «Іван Яригін» 2017              | Росія  | вільна боротьба, до 61 кг      | 5      |
| Відкритий кубок Монголії з боротьби 2017 | Росія  | вільна боротьба, до 65 кг      | Срібло |
| Турнір Володимира Семенова 2017          | Росія  | вільна боротьба, до 65 кг      | Срібло |
| Гран-прі «Іван Яригін» 2018              | Росія  | вільна боротьба, до 65 кг      | Бронза |
| Чемпіонат Росії з боротьби 2018          | Росія  | вільна боротьба, до 65 кг      | Бронза |
| Кубок Алроси 2018                        | Росія  | команда                        | Срібло |
| Турнір Аланії з боротьби 2018            | Росія  | вільна боротьба, до 65 кг      | Бронза |
| Гран-прі «Іван Яригін» 2019              | Росія  | вільна боротьба, до 65 кг      | Срібло |
| Чемпіонат Росії з боротьби 2019          | Росія  | вільна боротьба, до 65 кг      | Срібло |
| Кубок Алроси 2019                        | Росія  | Multiple Style Event, до 65 кг | Срібло |
| Кубок Алроси 2019                        | Росія  | Multiple Style Event, команда  | Золото |
| Гран-прі «Іван Яригін» 2020              | Росія  | вільна боротьба, до 65 кг      | Бронза |
| Гран-прі Москви з боротьби 2020          | Росія  | вільна боротьба, до 65 кг      | Золото |

### Виступи на змаганнях молодших вікових груп
| Змагання                                       | Збірна | Вагова категорія          | Місце  |
| ---------------------------------------------- | ------ | ------------------------- | ------ |
| Чемпіонат Європи з боротьби серед юніорів 2015 | Росія  | вільна боротьба, до 60 кг | Золото |
| Чемпіонат світу з боротьби серед молоді 2017   | Росія  | вільна боротьба, до 65 кг | Золото |
| Чемпіонат Європи з боротьби серед молоді 2018  | Росія  | вільна боротьба, до 65 кг | Золото |